# Billet de 1 000 francs 1817
Pour les articles homonymes, voir 1 000 francs.
Recto
Chronologie
1 000 francs Germinal 1 000 francs noir
Le 1 000 francs 1817 est un type de billet de banque en francs français créé le 17 avril 1817 par la Banque de France.

## Historique
Il fait partie de la famille des « billets noirs » fabriqué entre 1800 et 1862 et succède au 1 000 francs 1814 provisoire émis en avril 1814. Ce billet est donc une nouvelle fois appelé « définitif » et sera imprimé à quelques variantes près pendant toute la Restauration.
Il a été mis en circulation le 9 octobre 1817, d'abord sur Paris.
Il est définitivement privé de son cours légal en décembre 1897.

## Description
La vignette de forme rectangulaire imprimée en noir sur le seul recto a été conçue par Charles Normand et gravé par Jean-Bertrand Andrieu. L'impression typographique fut assurée par Firmin Didot.
Au niveau des motifs, en partant de la droite : on trouve le talon et sa frise calligraphiée (« mille francs »), puis le cadre cerné par deux colonnes remplis des divinités mythologiques habituelles (Poséidon, Cérès, cupidons, etc.). Dans le cadre supérieur, se trouvent, dos à dos, deux têtes d'animaux : un cheval et un bœuf. Dans le cadre inférieur, mention est faite de la loi qui punit « le contrefacteur d'une peine de travaux forcés à perpétuité ». Au centre-gauche se trouve le sceau imprimé de la Banque de France, puis centré, le montant mais la date ainsi que les trois signatures de contrôles sont manuscrites.
Au niveau des systèmes de sécurité, la vignette comporte un timbre humide ainsi qu'un filigrane jaune reproduisant la somme en lettres et en chiffres.

## Le type 1829

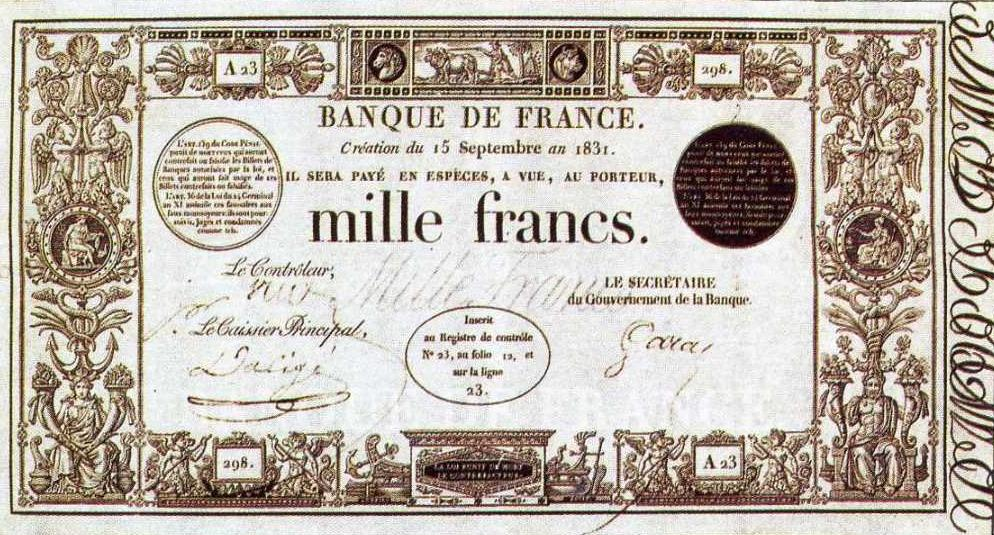
Billet de 1000 francs noir type 1829.

Toujours dessiné et gravé par les mêmes créateurs, le 1 000 francs créé le 26 novembre 1829 et émis le 26 mars 1830 introduit le filigrane blanc, la date d'émission imprimée (et non plus manuscrite) et trois cartouches (au lieu du timbre humide) avec une technique d'impression noir au blanc particulièrement difficile à reproduire. Deux des cartouches contiennent le même extrait de l'Article 139 :

L’article 139 du code pénal punit de mort ceux qui auront contrefait ou falsifié les Billets de Banques autorisées par la loi, et ceux qui auront fait usage de ces Billets contrefaits ou falsifiés.

## Légende urbaine contemporaine
Un légende fait circuler l'information comme quoi il y aurait une faute grammaticale sur le billet, qui n'aurait été corrigée qu'en 1962 avec l'impression du billet de 50 francs Racine. Une phrase du billet dit : « L’article 139 du code pénal punit de mort ceux qui auront contrefait ou falsifié les Billets de Banques autorisées par la loi, et ceux qui auront fait usage de ces Billets contrefaits ou falsifiés. » La légende pointe les mots « banques  » et « autorisées » qui sont au pluriel, et affirme qu'ils devraient être au singulier. Or, cet accord s'explique par le fait qu'à cette époque, l'émission de billets était un privilège détenu par la Banque de France et une série de banques de province autorisées à le faire. Notons également que le terme « billet de banque » n'est pas défini par la loi à cette époque, les textes officiels usant du terme « billets au porteur et à vue ».
Le billet reste imprimé uniface et sera remplacé par le 1 000 francs noir de type 1842.
En 1846, l'Institut reprendra ce modèle quasiment à l'identique pour créer le 5 000 francs rouge qui eut très peu de succès.